# Zeineb Amdouni
Pour les articles homonymes, voir Amdouni.
Zeineb Amdouni, née le 16 septembre 1988, est une taekwondoïste tunisienne.

## Carrière
Zeineb Amdouni remporte la médaille d'or dans la catégorie des moins de 46 kg aux championnats d'Afrique 2010 à Tripoli après avoir été médaillée de bronze aux championnats arabes la même année. Elle s'est classée dixième mondiale en 2011.